# Świetlik (roślina)

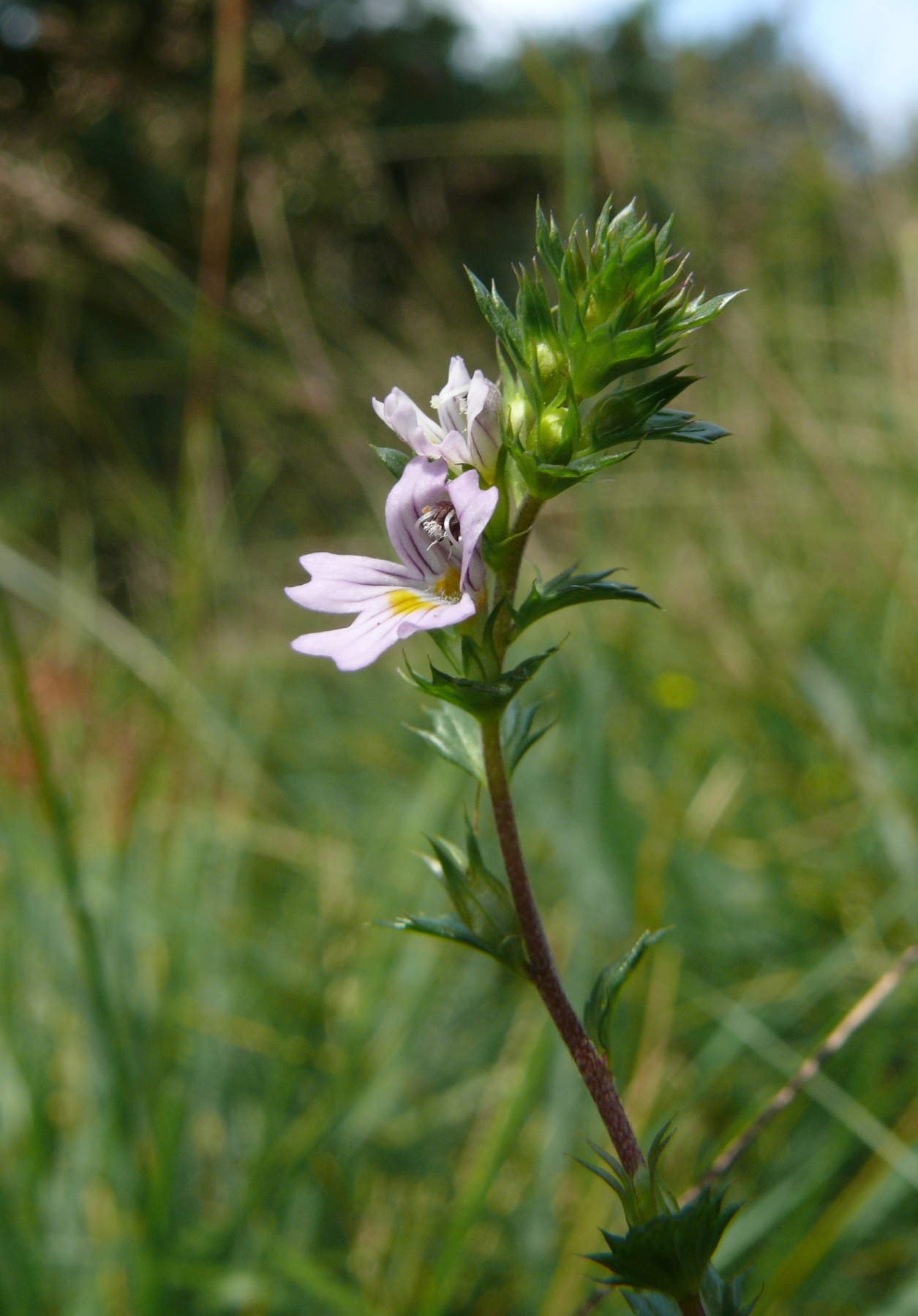
Świetlik wyprężony

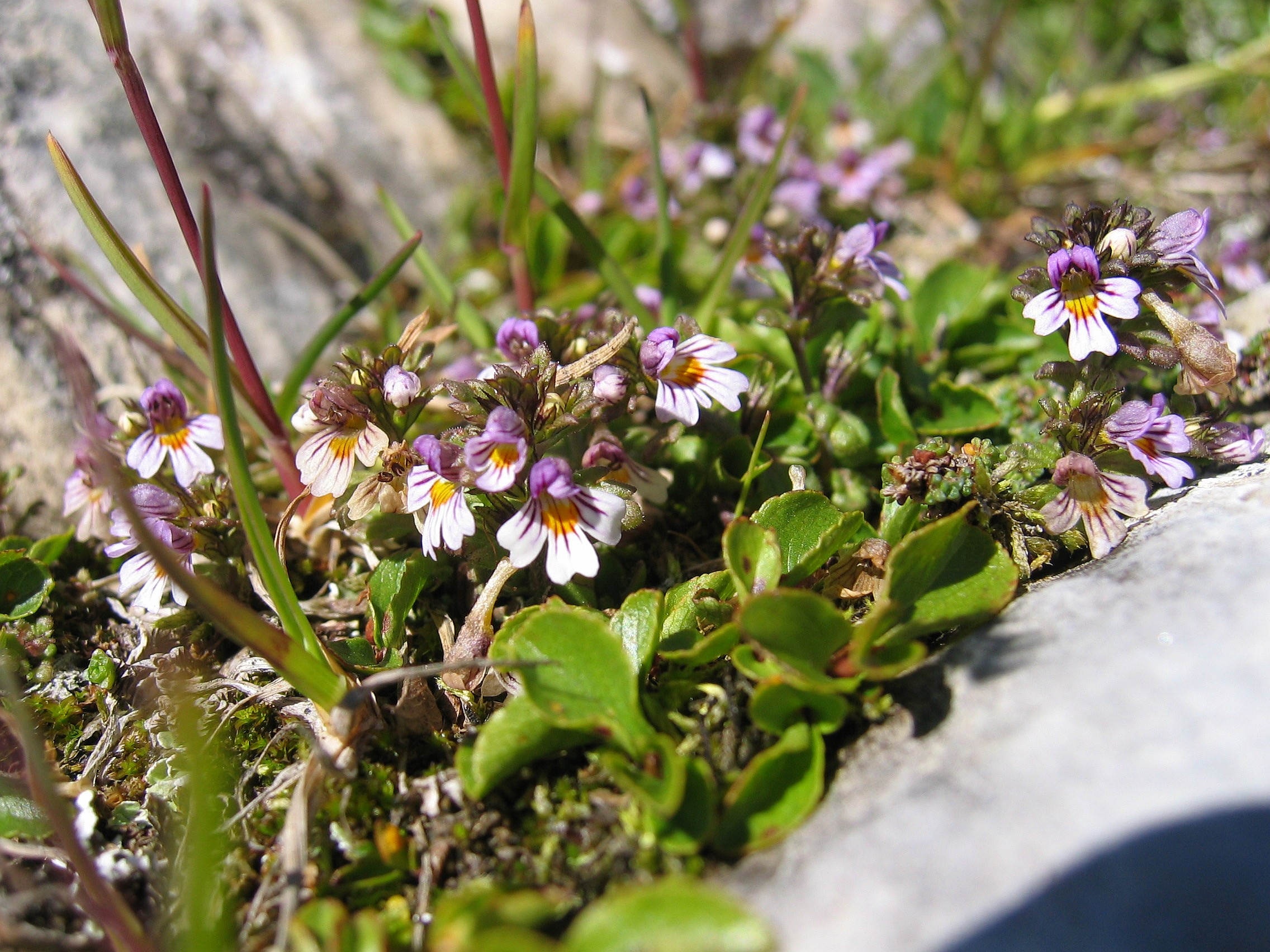
Świetlik maleńki

Świetlik (Euphrasia L.) – rodzaj roślin z rodziny zarazowatych. Obejmuje ok. 210–350 gatunków. Duża różnica w liczbie gatunków wynika stąd, że w obrębie rodzaju wyróżniane są (lub nie) liczne mikrogatunki. Rodzaj jest szeroko rozprzestrzeniony strefach umiarkowanych, zwłaszcza półkuli północnej, poza tym na obszarach górskich w strefie międzyzwrotnikowej. W Polsce występuje 12 gatunków.
Rośliny te są półpasożytami traw. U wielu regularnie dochodzi do samozapłodnienia. Świetlik łąkowy wykorzystywany jest (był zwłaszcza dawniej) do leczenia chorób oczu.

## Rozmieszczenie geograficzne

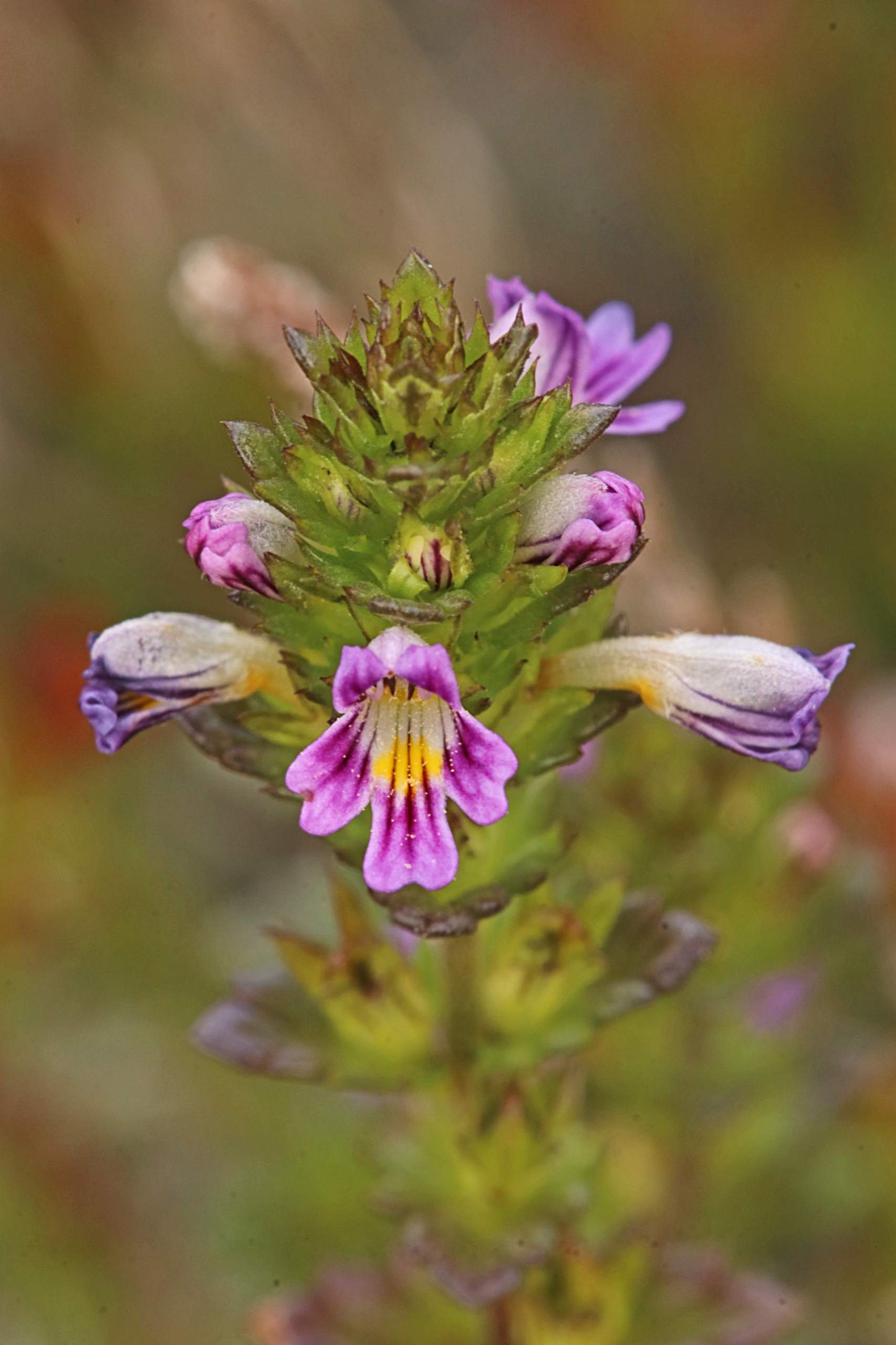
Świetlik wątły

Rodzaj jest szeroko rozprzestrzeniony na wszystkich kontynentach w strefie umiarkowanej półkuli północnej, zwłaszcza w strefie chłodnej. Występuje w całej Europie (gdzie rośnie 46 gatunków) i Azji (z wyjątkiem Półwyspu Arabskiego i Półwyspu Indochińskiego oraz południowo-wschodnich Chin), ale ma przedstawicieli na wyspach Archipelagu Malajskiego. Występuje w północno-zachodniej Afryce. W Ameryce Północnej rośliny te rosną w Kanadzie i północnej części Stanów Zjednoczonych. Na półkuli południowej rodzaj obecny jest na Nowej Gwinei, w Australii, Nowej Zelandii oraz w Ameryce Południowej wzdłuż Andów od Peru po południowe Chile i Falklandy. 
Gatunki flory Polski
Pierwsza nazwa naukowa według listy krajowej, druga – obowiązująca według bazy taksonomicznej The Plants of the World (jeśli jest inna)
- świetlik bezostny Euphrasia exaristata Smejkal
- świetlik błękitny Euphrasia coerulea Hoppe & Fürnr. ≡ Euphrasia nemorosa subsp. coerulea (Tausch) Hartl
- świetlik gajowy Euphrasia nemorosa (Pers.) Wallr.
- świetlik karkonoski Euphrasia corcontica (Smejkal) Smejkal & M.Dvoráková
- świetlik krótkogruczołkowy, ś. wiosenny Euphrasia brevipila Wettst. ≡ Euphrasia × vernalis List
- świetlik łąkowy Euphrasia rostkoviana Hayne ≡ Euphrasia officinalis subsp. pratensis Fr.
- świetlik maleńki, ś. tatrzański Euphrasia minima Jacq.
- świetlik nadobny Euphrasia picta Wimm.
- świetlik salzburski Euphrasia salisburgensis Funck ex Hoppe
- świetlik wątły Euphrasia micrantha Rchb.
- świetlik wyprężony Euphrasia stricta D. Wolff ex J. F. Lehm
- świetlik zwarty Euphrasia curta (Fr.) Wettst. ≡ Euphrasia micrantha Rchb.

## Morfologia
PokrójRośliny zielne, zarówno jednoroczne (w Polsce tylko takie), jak i wieloletnie, w tym z drewniejącą nasadą łodygi. Łodyga wyprostowana. Pędy nagie lub owłosione, włoski proste lub gruczołowate.
LiścieUlistnienie naprzeciwległe, przy czym w górze liście bywają nieco przesunięte względem siebie. Dolne liście zwykle są mniejsze, a górne większe, przy czym w obrębie kwiatostanu przechodzą w podobne przysadki (z reguły większe od liści, na brzegach zgrubiałe). Blaszki są pojedyncze, ząbkowane, dłoniasto użyłkowane.
KwiatyZebrane są na szczycie łodygi kłosowaty lub groniasty kwiatostan wyrastając pojedynczo w kątach przysadek. Kielich jest rurkowaty do dzwonkowatego, zakończony jest 4 łatkami tworzącymi dwie boczne wargi. Korona jest grzbiecista i dwuwargowa, w dole rurkowata, rozszerzająca się ku górze. Górna warga jest hełmiasta, na szczycie rozcięta na dwie łatki. Dolna warga ma podzielona jest na trzy łatki, z których środkowa jest większa od bocznych. Pręciki są dwusilne, z główkami pylników zbliżonymi do siebie pod wargą górną, zakończonymi dzióbkiem. Zalążnia jest jajowata i owłosiona, szyjka słupka nitkowata i długa, także z nitkowatym znamieniem, pojedynczym lub rozwidlonym.
OwoceSpłaszczone, klinowate torebki otoczone trwałym kielichem, otwierające się na szczycie. Zawierają liczne, drobne nasiona o podługowatym kształcie, prążkowane.

## Systematyka

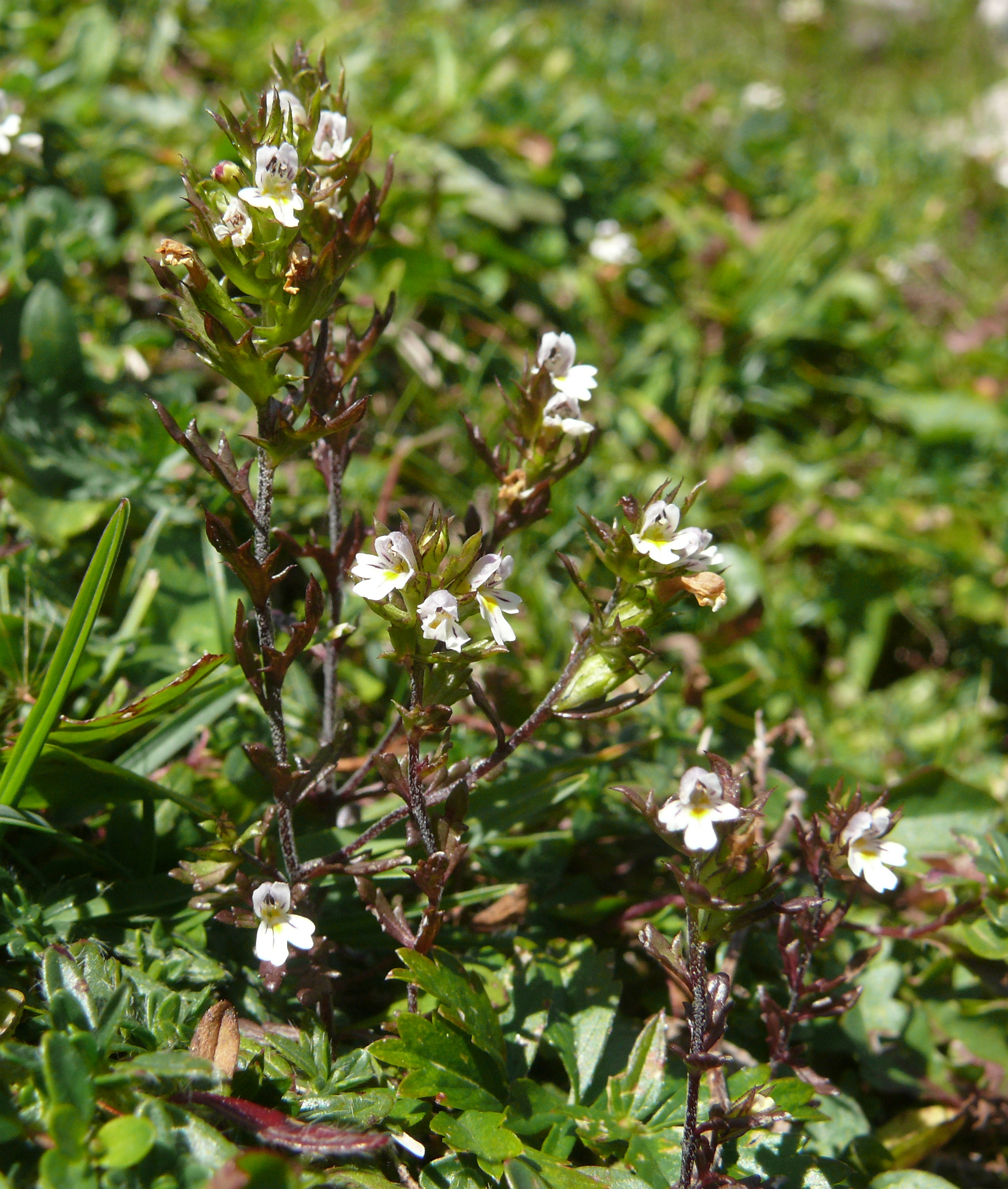
Świetlik salzburski

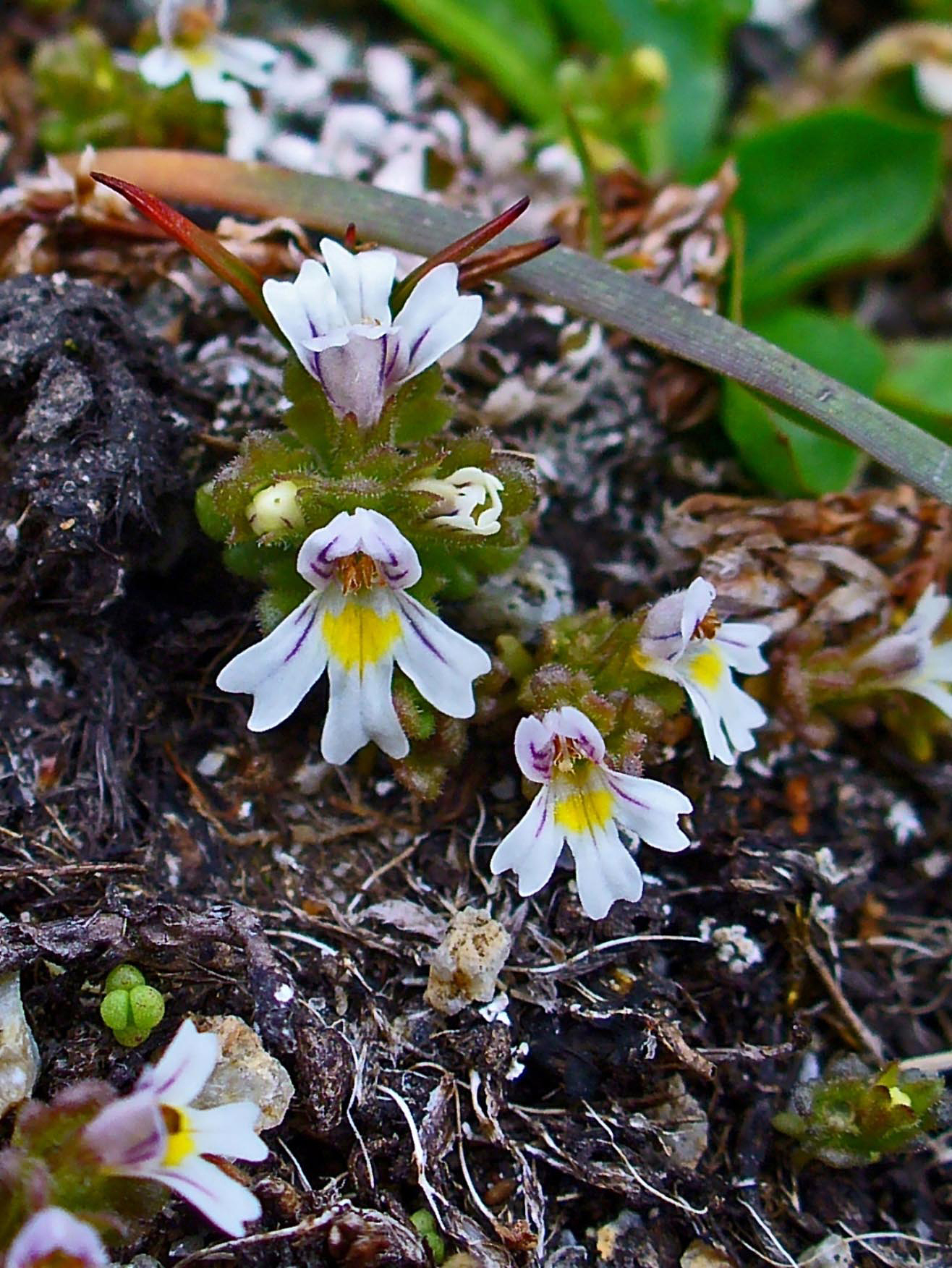
Świetlik nadobny

Pozycja systematyczna według APweb (aktualizowany system APG IV z 2016)
Rodzaj z rodziny zarazowatych Orobanchaceae, w której obrębie zaliczany jest do plemienia Rhinantheae. W obrębie plemienia blisko spokrewniony z rodzajem zagorzałek Odontites.
Pozycja w systemie Reveala (1993–1999)
Gromada okrytonasienne (Magnoliophyta Cronquist), podgromada Magnoliophytina Frohne & U. Jensen ex Reveal, klasa Rosopsida Batsch, podklasa jasnotowe (Lamiidae Takht. ex Reveal), nadrząd Lamianae Takht., rząd jasnotowce (Lamiales Bromhead), rodzina zarazowate (Orobanchaceae Vent.), podrodzina Euphrasioideae (D. Don) Leurss., plemię Euphrasieae D. Don, podplemię Euphrasinae Dumort., rodzaj świetlik (Euphrasia L.).
Wykaz gatunków
- Euphrasia adenocaulon Juz.
- Euphrasia adenonota I.M.Johnst.
- Euphrasia ajanensis Vorosch.
- Euphrasia alba Pennell
- Euphrasia alii Qaiser & Siddiqui
- Euphrasia alpina Lam.
- Euphrasia alsa F.Muell.
- Euphrasia altaica Serg.
- Euphrasia amblyodonta Juz.
- Euphrasia amphisysepala W.R.Barker
- Euphrasia amplidens W.R.Barker
- Euphrasia amurensis Freyn
- Euphrasia andicola Benth.
- Euphrasia antarctica Benth.
- Euphrasia arctica Lange ex Rostrup
- Euphrasia × areschougii Wettst.
- Euphrasia arguta R.Br.
- Euphrasia aristulata Pennell
- Euphrasia atropurpurea (Rostr.) Ostenf.
- Euphrasia × atroviolacea Druce & Lumb
- Euphrasia australis Perrie
- Euphrasia azorica H.C.Watson
- Euphrasia bajankolica Juz.
- Euphrasia bakurianica Juz.
- Euphrasia bella S.T.Blake
- Euphrasia bhutanica Pugsley
- Euphrasia borneensis Stapf
- Euphrasia bottnica Kihlm.
- Euphrasia bowdeniae W.R.Barker
- Euphrasia brevilabris Yi F.Wang, Y.S.Lian & G.Z.Du
- Euphrasia calida Yeo
- Euphrasia callosa Pennell
- Euphrasia × calvescens Beck
- Euphrasia cambrica Pugsley
- Euphrasia campbellae Pugsley
- Euphrasia caudata (Willis) W.R.Barker
- Euphrasia celebica P.Royen
- Euphrasia ceramensis P.Royen
- Euphrasia cheesemanii Wettst.
- Euphrasia chitrovoi Tzvelev
- Euphrasia × christii Favrat
- Euphrasia chumbica R.R.Mill
- Euphrasia ciliolata W.R.Barker
- Euphrasia cisalpina Pugsley
- Euphrasia cockayneana Petrie
- Euphrasia collina R.Br.
- Euphrasia confusa Pugsley
- Euphrasia corcontica (Smejkal) Smejkal & M.Dvoráková – świetlik karkonoski
- Euphrasia coreana W.Becker
- Euphrasia coreanalpina Nakai ex Kimura
- Euphrasia crassiuscula Gand.
- Euphrasia cucullata Pennell
- Euphrasia culminicola Wernham
- Euphrasia cuneata G.Forst.
- Euphrasia curviflora Pennell
- Euphrasia cuspidata Host
- Euphrasia cyclophylla Juz.
- Euphrasia daghestanica Juz.
- Euphrasia davidssonii Pugsley
- Euphrasia densiflora Pennell
- Euphrasia × difformis F.Towns.
- Euphrasia × digenea Wettst.
- Euphrasia × dilata Vitek
- Euphrasia dinarica (Beck) Murb.
- Euphrasia disjuncta Fernald & Wiegand
- Euphrasia disperma Hook.f.
- Euphrasia × drosocalyx Freyn
- Euphrasia drosophylla Juz.
- Euphrasia drucei Ashwin
- Euphrasia dunensis Wiinst.
- Euphrasia dyeri Wettst.
- Euphrasia eichleri W.R.Barker
- Euphrasia × electa F.Towns.
- Euphrasia × eurycarpa Pugsley
- Euphrasia exaristata Smejkal – świetlik bezostny
- Euphrasia farlowii (B.L.Rob.) G.L.Gusarova
- Euphrasia × favratii Wettst.
- Euphrasia fedtschenkoana Wettst. ex Juz.
- Euphrasia flabellata Pennell
- Euphrasia flava Poir.
- Euphrasia foliosa Pennell
- Euphrasia formosissima Skottsb.
- Euphrasia foulaensis F.Towns. ex Wettst.
- Euphrasia fragosa W.R.Barker
- Euphrasia × freynii Wettst.
- Euphrasia frigida Pugsley
- Euphrasia gibbsiae Du Rietz
- Euphrasia × glanduligera Wettst.
- Euphrasia glandulosodentata Riedl
- Euphrasia grandiflora Hochst.
- Euphrasia × gremlii Wettst.
- Euphrasia grossheimii Kem.-Nath.
- Euphrasia hachijoensis Nakai ex Furumi
- Euphrasia × haussknechtii Wettst.
- Euphrasia heslop-harrisonii Pugsley
- Euphrasia himalayica Wettst.
- Euphrasia hirtella Jord. ex Reut.
- Euphrasia hookeri Wettst.
- Euphrasia hudsoniana Fernald & Wiegand
- Euphrasia humifusa Pennell
- Euphrasia hyperborea Jörg.
- Euphrasia illyrica Wettst.
- Euphrasia incisa Pennell
- Euphrasia inopinata Ehrend. & Vitek
- Euphrasia insignis Wettst.
- Euphrasia integrifolia Petrie
- Euphrasia integriloba J.J.Dmitriev & N.I.Rubtzov
- Euphrasia iranica O.Schwarz & Bornm.
- Euphrasia jacutica Juz.
- Euphrasia × jaeggii Wettst.
- Euphrasia jaeschkei Wettst.
- Euphrasia juzepczukii Denissova
- Euphrasia karataviensis Govor.
- Euphrasia kashmiriana Pugsley
- Euphrasia kemulariae Juz.
- Euphrasia kisoalpina Hid.Takah. & Ohba
- Euphrasia kjellbergii Du Rietz
- Euphrasia krassnovii Juz.
- Euphrasia krylovii Serg.
- Euphrasia kurramensis Pennell
- Euphrasia laingii Petrie
- Euphrasia lamii Diels
- Euphrasia lasianthera W.R.Barker
- Euphrasia laxa Pennell
- Euphrasia lebardensis Kem.-Nath.
- Euphrasia × lerschii I.Györffy
- Euphrasia × levieri Wettst.
- Euphrasia liburnica Wettst.
- Euphrasia macrocalyx Juz.
- Euphrasia macrodonta Juz. ex Ganesch.
- Euphrasia marchesettii Wettst.
- Euphrasia marshallii Pugsley
- Euphrasia matsumurae Nakai
- Euphrasia maximowiczii Wettst. ex Palib.
- Euphrasia melanosticta R.R.Mill
- Euphrasia merrillii Du Rietz
- Euphrasia micrantha Rchb. – świetlik wątły
- Euphrasia microcarpa Pennell
- Euphrasia microphylla Koidz.
- Euphrasia minima Jacq. ex DC. – świetlik maleńki
- Euphrasia mirabilis Pennell
- Euphrasia mollis (Ledeb.) Wettst.
- Euphrasia monroi Hook.f.
- Euphrasia multiflora Pennell
- Euphrasia multifolia Wettst.
- Euphrasia × murbeckii Wettst.
- Euphrasia muscosa Phil.
- Euphrasia nana (Rouy) Prain
- Euphrasia nankotaizanensis Yamam.
- Euphrasia nemorosa (Pers.) Wallr. – świetlik gajowy
- Euphrasia nepalensis Pugsley
- Euphrasia × notata F.Towns.
- Euphrasia oakesii Wettst.
- Euphrasia × occidentalis Wettst.
- Euphrasia officinalis L. – świetlik łąkowy
- Euphrasia omeri Qaiser & Siddiqui
- Euphrasia onegensis Cojand. ex Serg.
- Euphrasia orthocheila W.R.Barker
- Euphrasia ossica Juz. ex Ganesch.
- Euphrasia ostenfeldii (Pugsley) Yeo
- Euphrasia paghmanensis Rech.f.
- Euphrasia papuana Schltr.
- Euphrasia paucifolia Wettst.
- Euphrasia pectinata Ten.
- Euphrasia peduncularis Juz.
- Euphrasia petiolaris Wettst.
- Euphrasia petriei Ashwin
- Euphrasia philippinensis Du Rietz
- Euphrasia phragmostoma W.R.Barker
- Euphrasia picta Wimm. – świetlik nadobny
- Euphrasia pinifolia Poir.
- Euphrasia platyphylla Pennell
- Euphrasia portae Wettst.
- Euphrasia × pratiuscola F.Towns.
- Euphrasia pseudokerneri Pugsley
- Euphrasia pseudopaucifolia T.Siddiqui & Qaiser
- Euphrasia × pulchella A.Kern.
- Euphrasia qaiseri Siddiqui
- Euphrasia ramulosa W.R.Barker
- Euphrasia randii B.L.Rob.
- Euphrasia rectiflora Pennell
- Euphrasia regelii Wettst.
- Euphrasia remota Pennell
- Euphrasia repens Hook.f.
- Euphrasia retroticha Nakai ex Yamaz.
- Euphrasia × reuteri Wettst.
- Euphrasia revoluta Hook.f.
- Euphrasia rhumica Pugsley
- Euphrasia rivularis Pugsley
- Euphrasia rotundifolia Pugsley
- Euphrasia ruptura W.R.Barker
- Euphrasia salisburgensis Funck ex Hoppe – świetlik salzburski
- Euphrasia scabra R.Br.
- Euphrasia schischkinii Serg.
- Euphrasia schlagintweitii Wettst.
- Euphrasia schugnanica Juz.
- Euphrasia scottica Wettst.
- Euphrasia scutellarioides Wernham
- Euphrasia secundiflora Pennell
- Euphrasia semipicta W.R.Barker
- Euphrasia setulosa Pugsley
- Euphrasia sevanensis Juz.
- Euphrasia sibirica Serg.
- Euphrasia simplex D.Don
- Euphrasia sinuata Vitek & Ehrend.
- Euphrasia slovaca (Yeo) Holub
- Euphrasia sosnowskyi Kem.-Nath.
- Euphrasia spatulifolia Pennell
- Euphrasia stipitata Smejkal
- Euphrasia striata R.Br.
- Euphrasia stricta J.P.Wolff ex J.F.Lehm. – świetlik wyprężony
- Euphrasia subarctica Raup
- Euphrasia subexserta Benth.
- Euphrasia suborbicularis Y.Sell & Yeo
- Euphrasia svanica Kem.-Nath.
- Euphrasia syreitschikovii Govor.
- Euphrasia tarokoana Ohzoi
- Euphrasia tatarica Fisch. ex Spreng.
- Euphrasia tatrae Wettst. – świetlik tatrzański
- Euphrasia taurica Ganesch.
- Euphrasia tetraquetra (Bréb.) Arrond.
- Euphrasia tirolensis Pugsley
- Euphrasia townsonii Petrie
- Euphrasia transmorrisonensis Hayata
- Euphrasia tranzschelii Juz.
- Euphrasia tricuspidata L.
- Euphrasia trifida Poepp. ex Benth.
- Euphrasia × trikoviana Vitek
- Euphrasia ussuriensis Juz.
- Euphrasia × valentinii Smejkal
- Euphrasia × venusta F.Towns.
- Euphrasia × vernalis List – świetlik krótkogruczołkowy, ś. wiosenny
- Euphrasia versteegii (Diels) Du Rietz
- Euphrasia × vestinensis Wettst.
- Euphrasia vigursii Davey
- Euphrasia × villosa Callen
- Euphrasia vinacea Y.Sell & Yeo
- Euphrasia wettsteinii G.L.Gusarova
- Euphrasia willkommii Freyn
- Euphrasia woronowii Juz.
- Euphrasia yabeana Nakai
- Euphrasia yezoensis H.Hara
- Euphrasia zelandica Wettst.